# Optimale Steuerung
Die Theorie der optimalen Steuerungen (englisch optimal control theory) ist eng verwandt mit der Variationsrechnung und der Optimierung. Eine optimale Steuerung {\displaystyle u} ist eine Funktion, welche eine gegebene Zielfunktion unter einer Differentialgleichungs-Nebenbedingung und eventuell noch weiteren Restriktionen minimiert oder maximiert.
Zum Beispiel könnte ein Autofahrer versuchen, ein Ziel in möglichst geringer Zeit zu erreichen.
Wann schaltet der Autofahrer am besten? Möglicherweise müssen gewisse Nebenbedingungen, z. B. Geschwindigkeitsbegrenzungen, eingehalten werden. Ein anderer Autofahrer versucht dagegen vielleicht, den Kraftstoffverbrauch zu minimieren, d. h., er wählt eine andere Zielfunktion.
Wesentliche Grundlagen der Theorie wurden von Lew Pontrjagin in der UdSSR und Richard Bellman in den USA gelegt.

## Das Problem der optimalen Steuerung
Es gibt mehrere mathematische Formulierungen der Aufgabenstellung, wobei wir hier eine möglichst allgemeine Form angeben.
Seien {\displaystyle {\mathcal {C}}_{a}\colon \mathbb {R} ^{n}\rightarrow \mathbb {R} ,{\mathcal {C}}_{b}\colon \mathbb {R} ^{n}\rightarrow \mathbb {R} ,f\colon [a,b]\times \mathbb {R} ^{n}\times \mathbb {R} ^{m}\rightarrow \mathbb {R} ^{n},g\colon [a,b]\times \mathbb {R} ^{n}\times \mathbb {R} ^{m}\rightarrow \mathbb {R} } und {\displaystyle U\subset \mathbb {R} ^{m}}.
Gesucht ist ein Zustand {\displaystyle x\colon \mathbb {R} \rightarrow \mathbb {R} ^{n}} sowie eine Steuerung {\displaystyle u\colon \mathbb {R} \rightarrow \mathbb {R} ^{m}}, sodass gilt:
{\displaystyle {\mathcal {C}}_{a}(x(a))+{\mathcal {C}}_{b}(x(b))+\int _{a}^{b}g(t,x(t),u(t))dt\rightarrow \min }
unter den Nebenbedingungen:
1. {\displaystyle {\dot {x}}(t)=f(t,x(t),u(t)),~x(a)=x_{a}}
2. {\displaystyle u(t)\in U} für {\displaystyle t\in [a,b]}

Ein {\displaystyle u}, das diese Gleichung erfüllt, wird als optimale Steuerung bezeichnet.
Häufig treten zusätzlich noch sogenannte Zustandsbeschränkungen auf, d. h., der Zustand zu einem bestimmten Zeitpunkt ist zusätzlich gewissen Restriktionen unterworfen.
Von Interesse sind in erster Linie die folgenden Fragestellungen:
1. Existieren Lösungen und wie kann man sie berechnen?
2. Welche notwendigen Bedingungen gibt es? Hierbei ist vor allem das Maximumprinzip von Pontrjagin von Bedeutung.
3. Wann sind die notwendigen Bedingungen sogar hinreichend?

Während die Variationsrechnung Konkurrenzfunktionen lediglich auf offenen Mengen zuließ, wurden in den Optimalsteuerungen allgemeinere Voraussetzungen (u. a. abgeschlossene Mengen für die Steuerfunktionen {\displaystyle u}) betrachtet mit einem anderen Formalismus, der zwischen Steuerfunktionen {\displaystyle u(t)} und Zustandsfunktionen {\displaystyle x(t)} unterscheidet. Das Pontrjaginsche Maximumprinzip ist eine Verallgemeinerung der Weierstraß'schen Bedingung der Variationsrechnung. Für das Maximumprinzip waren neue Beweismethoden (u. a. Separation von Kegeln, Nadelvariationen) erforderlich.

## Ökonomische Anwendungen
Die Methodik der optimalen Steuerung wurde schon früh auf praktische Bereiche der Ökonomie angewandt. Robert Dorfman legte 1969 eine ökonomische Interpretation der Theorie der Optimalen Steuerung vor. Den Ausgangspunkt zur Lösung eines solchen Problems bildet die Hamilton-Funktion in der Kontrolltheorie (also Teil des Maximumprinzips).

### Beispiel
Eine Firma möchte ihre Gewinne über eine bestimmte Zeitperiode maximieren. Zu jedem Zeitpunkt {\displaystyle t} besitzt sie einen Kapitalstock aufgrund früheren Verhaltens, {\displaystyle k(t)}. Gegeben diesen Kapitalstock {\displaystyle k(t)} kann die Firma eine Entscheidung {\displaystyle x(t)} treffen (z. B. bzgl. des Outputs, Preises etc.). Gegeben {\displaystyle k(t)} und {\displaystyle x(t)} erhält die Firma pro Zeitspanne einen Gewinn {\displaystyle u(k(t),x(t))}. Es lässt sich dann für ein Zeitintervall {\displaystyle [t,T]} ein dynamisches Optimierungsproblem formulieren:
{\displaystyle {\begin{aligned}W(k(t),{\vec {x}},t)&=\int _{t}^{T}u(k(\tau ),x(\tau ),\tau )d\tau \\{\dot {k}}(t)&=f(k(t),x(t),t)\end{aligned}}}
Dieses kann ggf. um einen Abzinsungsfaktor erweitert werden.

## Anwendung in der Quantenphysik
Die optimale Steuerung wird in verschiedenen Bereichen der Naturwissenschaft verwendet, um zeitliche Abläufe zu verbessern. In der Quantenphysik kann es sich bei der Zielfunktion zum Beispiel um die Fidelität zu einem erwünschten Zustand oder die Sensitivität eines Quantensensors handeln.